# La Solitude (Théophile de Viau)
Pour les articles homonymes, voir Solitude (homonymie).
La Solitude est un poème de Théophile de Viau, publié en 1621.

## Présentation

### Texte
La Solitude est composé de 41 quatrains d'octosyllabes :
Je baignerai mes mains folâtres

Dans les ondes de tes cheveux,

Et ta beauté prendra les vœux

De mes œillades idolâtres.

Ne crains rien, Cupidon nous garde,

Mon petit Ange, es-tu pas mien ?

Ha ! je vois que tu m'aimes bien,

Tu rougis quand je te regarde.

Dieux que cette façon timide

Est puissante sur mes esprits !

Renaud ne fut pas mieux épris

Par les charmes de son Armide.

### Publication
Théophile de Viau publie La Solitude en 1621, inspiré par un poème de Saint-Amant publié sous le même titre en 1619, et « dont plusieurs strophes font penser à cette pièce de Théophile ».

## Postérité
Le Promenoir des deux amants de Tristan L'Hermite réécrit La Solitude de Théophile de manière précise — « même forme : quatrains féminins d'octosyllabes à rimes embrassées, même sujet » — la même rime initiale sombre / ombre est un « hommage évident de Tristan à son illustre prédécesseur » :
| Dans ce val solitaire et sombre Le cerf qui brame au bruit de l'eau, Penchant ses yeux dans un ruisseau, S'amuse à regarder son ombre. | Auprès de cette grotte sombre Où l'on respire un air si doux, L'onde lutte avec les cailloux Et la lumière avecque l'ombre. |  |

### Anthologies
- Jean-Pierre Chauveau, Gérard Gros et Daniel Ménager, Anthologie de la poésie française : Moyen Âge, XVIe siècle, XVIIe siècle, Paris, Gallimard, coll. « Bibliothèque de la Pléiade » (no 466), 2000, 1586 p. (ISBN 2-07-011384-1)

### Ouvrages cités
- Jean-Pierre Chauveau et al., Tristan L'Hermite, Œuvres complètes (tome II) : Poésie I, Paris, Honoré Champion, coll. « Sources classiques » (no 41), 2002, 576 p. (ISBN 978-2-745-30606-7)
- Jeanne Streicher, Œuvres poétiques de Théophile de Viau : Première partie, t. I, Paris-Genève, Librairie Droz, 1951, XXI-215 p.